# Schränken

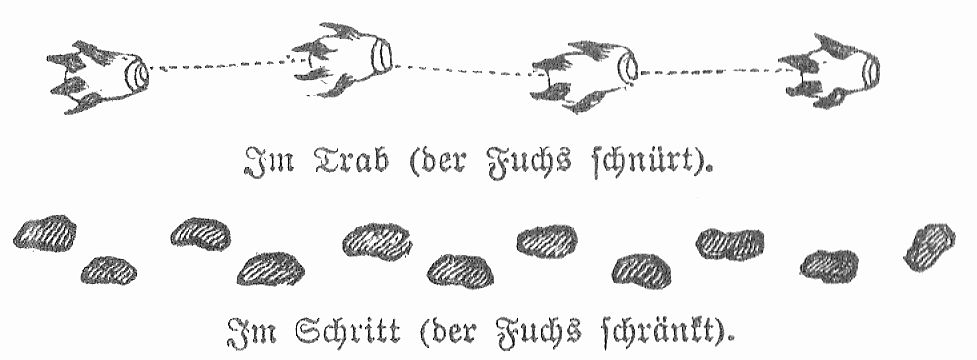
Schränken und Schnüren des Fuchses

Als Schränken bezeichnet man in der Jägersprache das Nebeneinandersetzen der Läufe, abweichend von der geraden Linie. Dabei ist der Schrank der seitliche Abstand der Tritte des rechten Laufpaares vom linken in der Schrittfährte.
Alle Hirscharten und die Wildschweine schränken, das männliche Wild und die hoch beschlagenen Tiere jedoch mehr als die anderen.
Der Gegensatz vom Schränken ist das Schnüren, wie es etwa beim Fuchs vorkommt.